# Cytidia sarcoides
Cytidia sarcoides är en svampart som först beskrevs av Elias Fries, och fick sitt nu gällande namn av Herter 1910. Cytidia sarcoides ingår i släktet Cytidia och familjen Corticiaceae.   Inga underarter finns listade i Catalogue of Life.